# Vigur
Vigur är en ö i republiken Island.  Den ligger i regionen Västfjordarna, i den nordvästra delen av landet. 
Efter Æðey är Vigur den näst största ön i Ísafjarðardjúp och den ligger framför Hest- och Skötufjörður. Ön har en yta på 0,59 km² med en längd på  1,8 km i nord-sydlig riktning och en bredd på upp till 380 meter.
En enda gård ligger på ön. På medeltiden ansågs den vara en mycket rik gård, eftersom många sidoinkomstkällor var – och är – kopplade till gården. Det gäller framför allt skötsel och användning av ejder, vars dun bearbetas här. Gården har drivits av samma familj i cirka 170 år. 2019 såldes ön till Felicity Aston, som 2012 blev den första personen att korsa kontinenten Antarktis ensam och utan hjälp. De vill gärna fortsätta driva och bygga ut gården. Nuförtiden tillhandahålls dock en regelbunden förbindelse med omvärlden av en motorbåt som anlöper ön från Ísafjörður.
Många fåglar häckar på ön, framför allt silvertärna, lunnefågel och tobisgrissla.
Man kan också besöka en liten väderkvarn, från 1840 på ön. Väderkvarnen var i bruk fram till 1917. Den är den enda kvarvarande väderkvarnen på Island och är ett kulturminnesmärkt monument. En roddbåt, åttaroddaren Vigur-Breiður från tidigt 1800-tal, används fortfarande för att föra får till och från fastlandet.

## Galleri

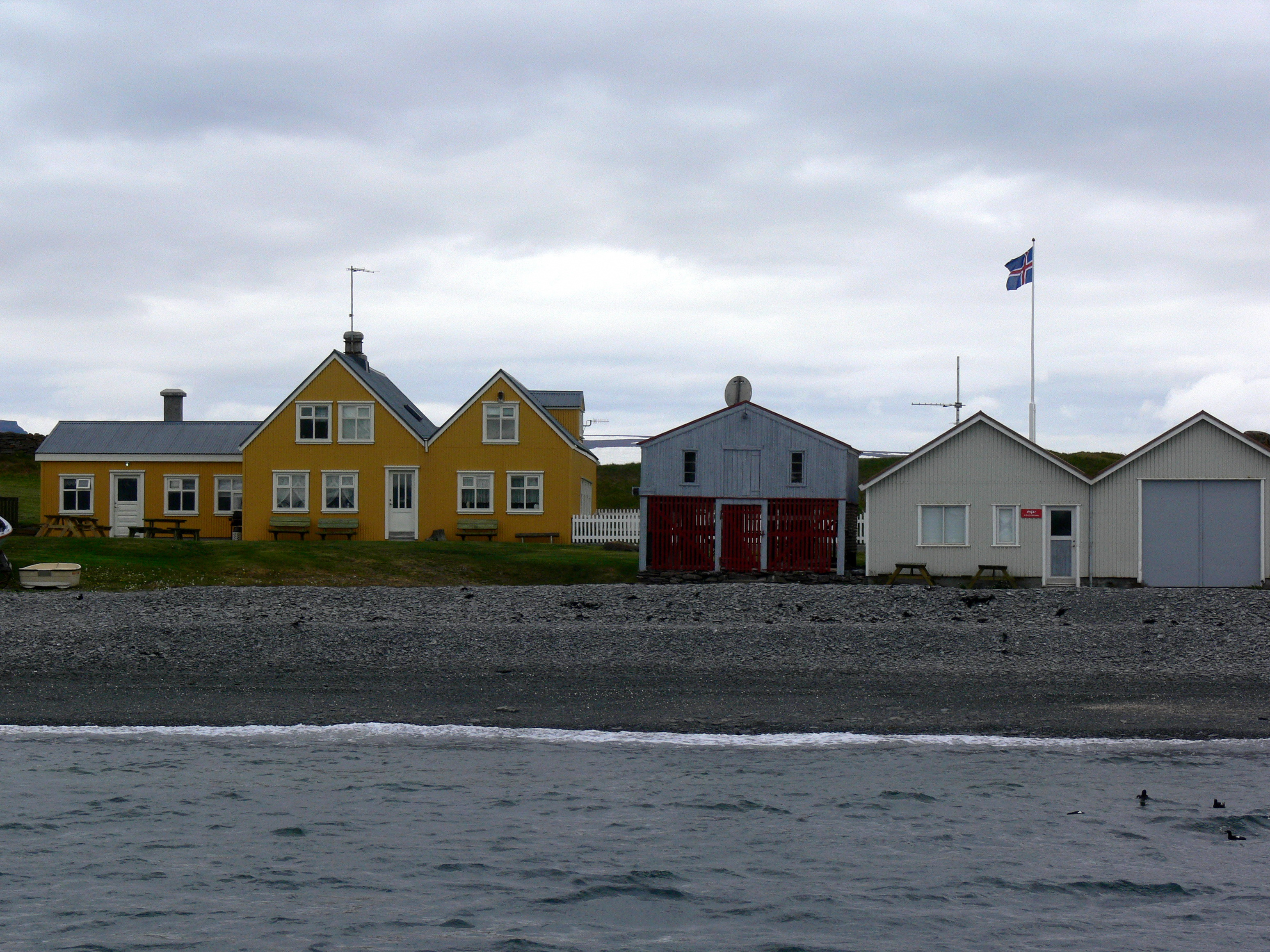
Bondgården på Vigur.
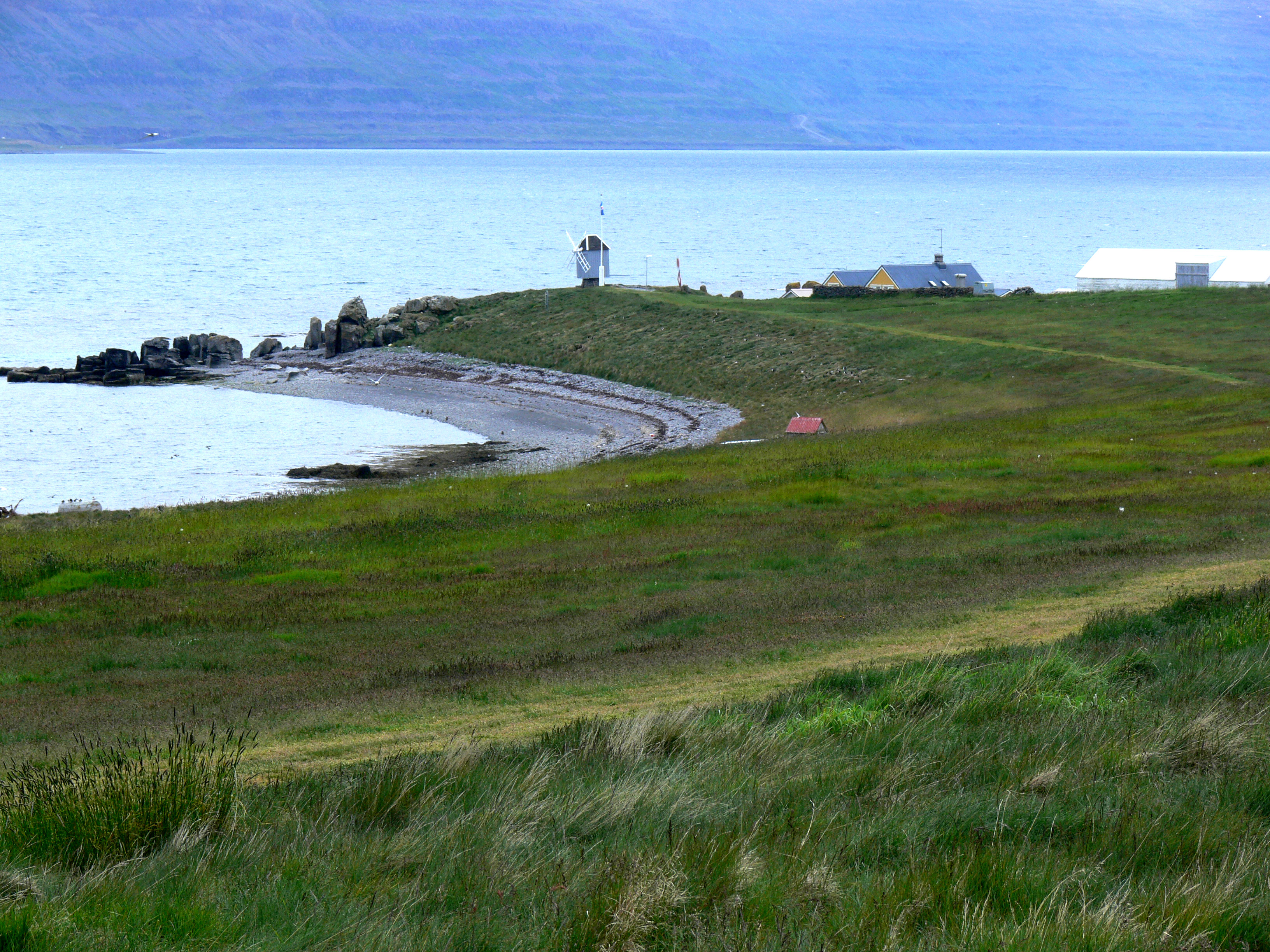
Strand med väderkvarn på Vigur.
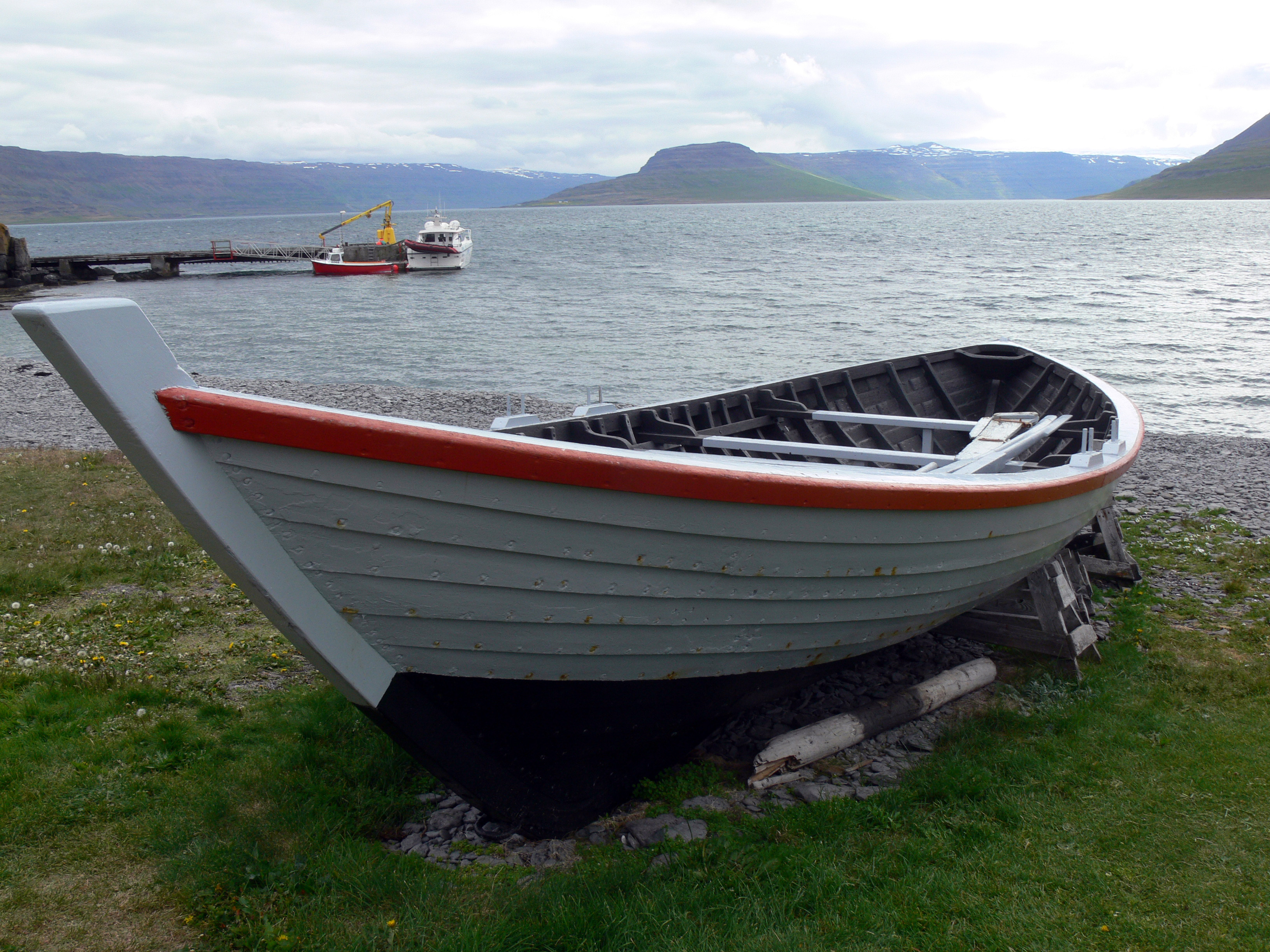
Roddbåten som sköter fårtransporten. I bakgrunden färjan till Ísafjörður.
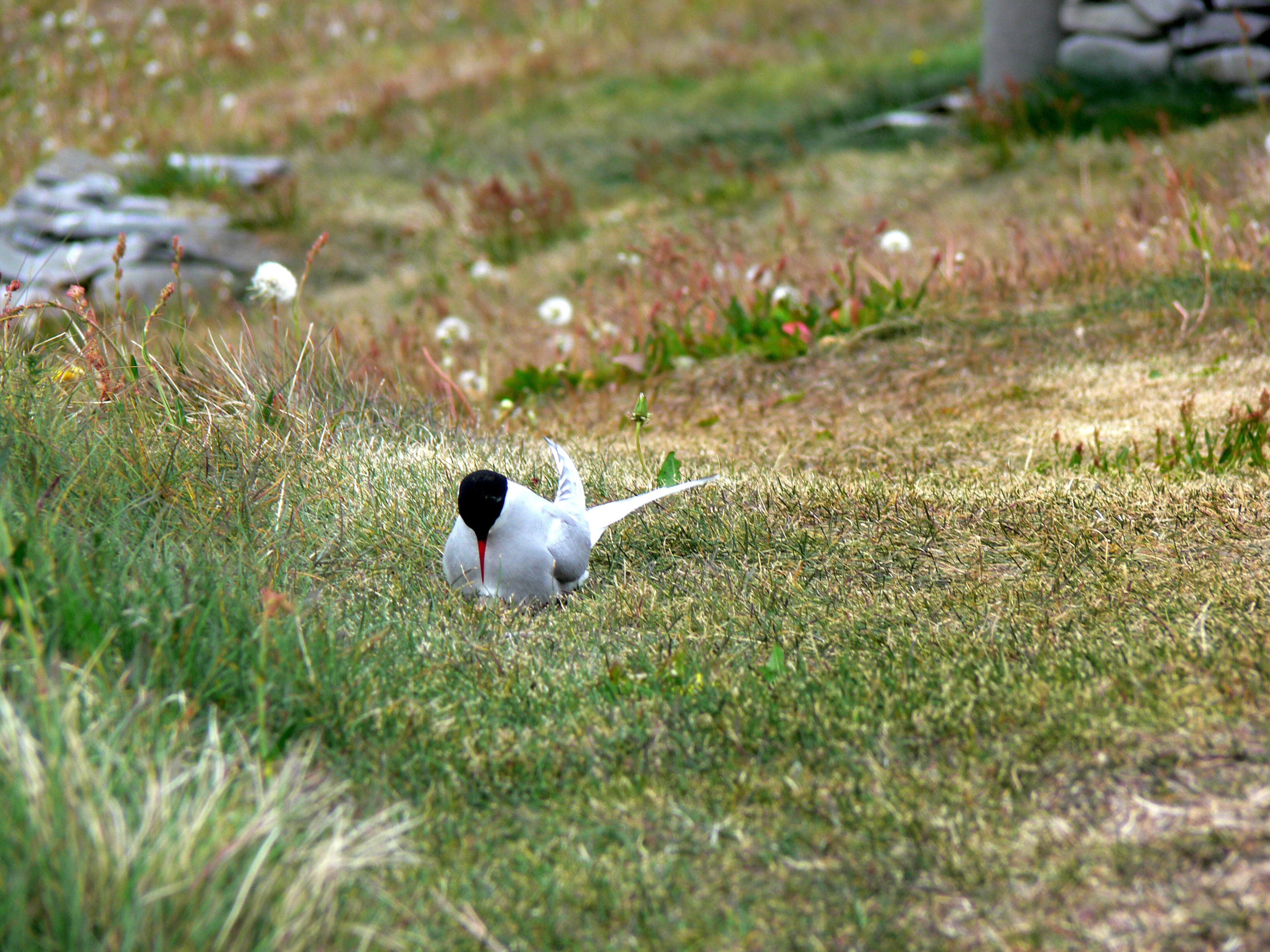
En silvertärna på sitt bo alldeles intill en vandringsled.
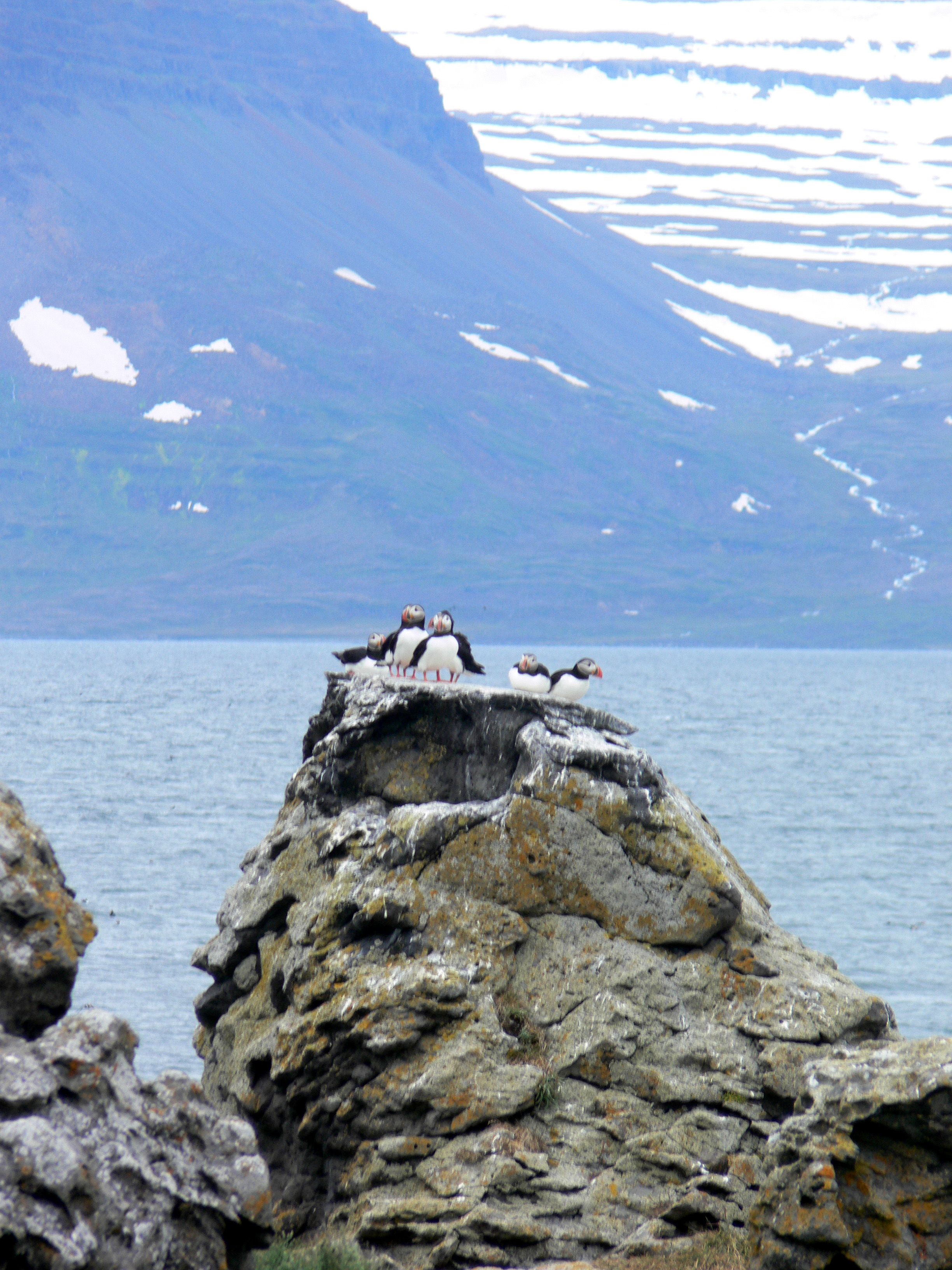
Lunnefågel på Vigur.
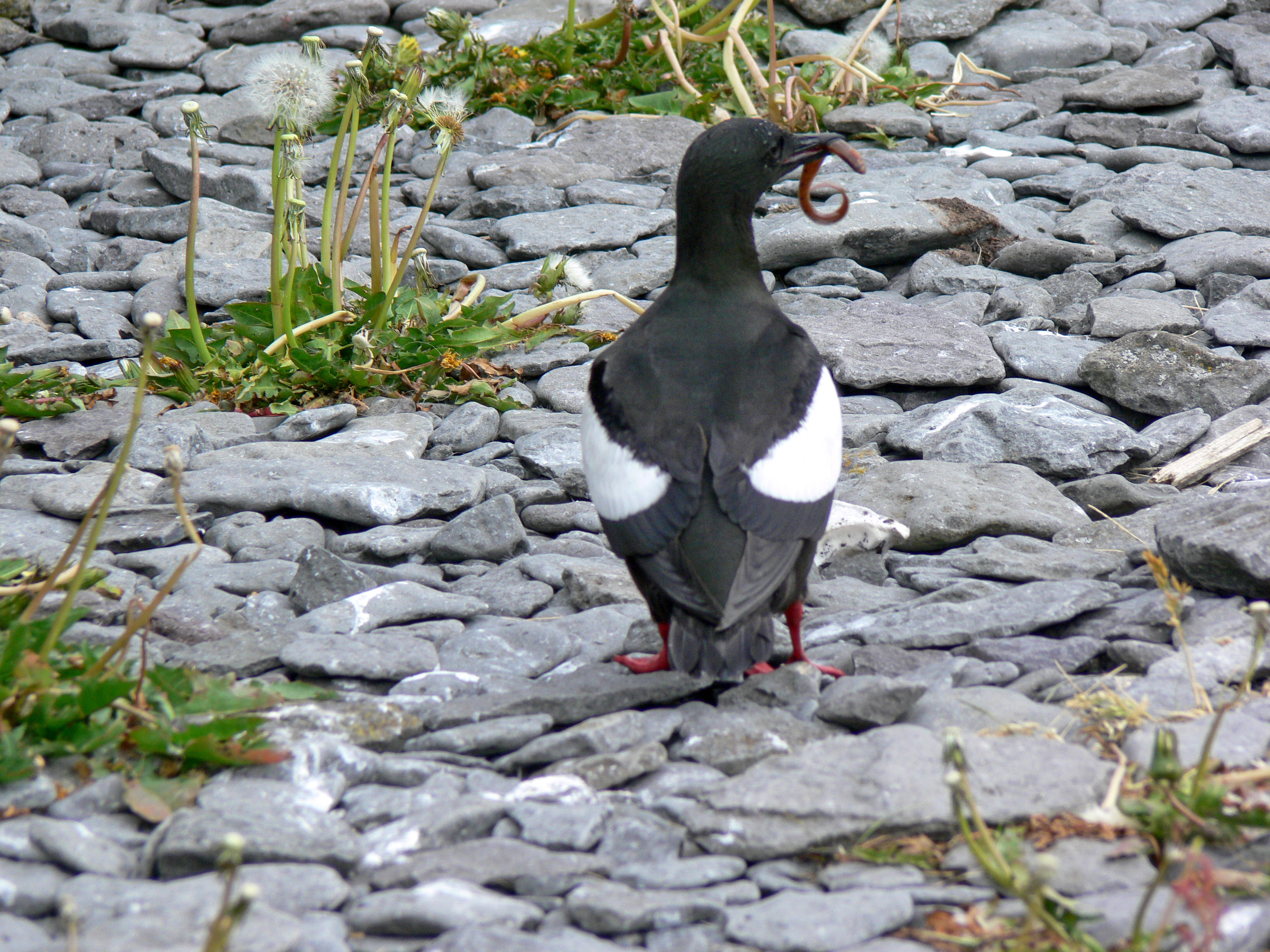
Tobisgrissla på Vigur.
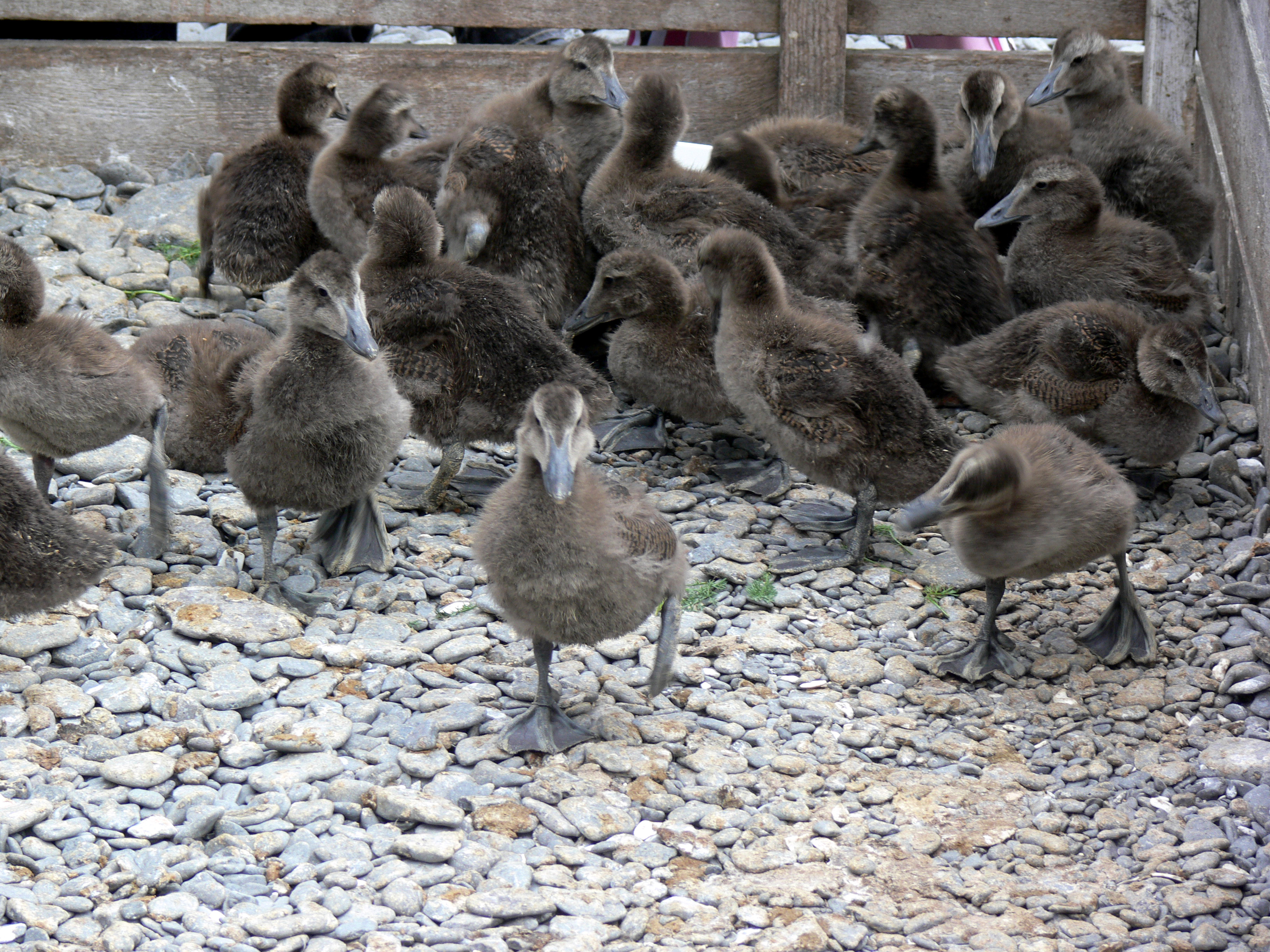
Övergivna ejderungar på Vigur. De kommer att tas om hand.